# Louis Vivin
Louis Vivin (28. července 1861 Hadol – 28. května 1936 Paříž) byl francouzský malíř, naivista. Byl synem učitele, vystudoval průmyslovou školu v Epinalu a maloval od dětství jako samouk. Od roku 1889 žil s rodinou v Paříži v rue Caulaincourt, pracoval jako listonoš a vystavoval svá díla v galerii poštovních zaměstnanců. V roce 1923 odešel do penze a měl více času na malování. Byl srovnáván s Henri Rousseauem, i když nedosáhl jeho věhlasu. Jeho tvorbu zpopularizoval až Wilhelm Uhde, který mu v roce 1925 uspořádal samostatnou výstavu v Galerie des Quatre Chemins. Vivinovým malířským vzorem byl Ernest Meissonier, typický je pro něj důraz na detaily, výrazné barvy a originální pojetí perspektivy. Maloval pařížská zákoutí, výjevy z přírody i zátiší. Dina Vierny ho pro poetickou atmosféru jeho obrazů nazvala „Stéphane Mallarmé mezi naivními malíři“. Jeho obraz Svatba vlastní newyorské Muzeum moderního umění.

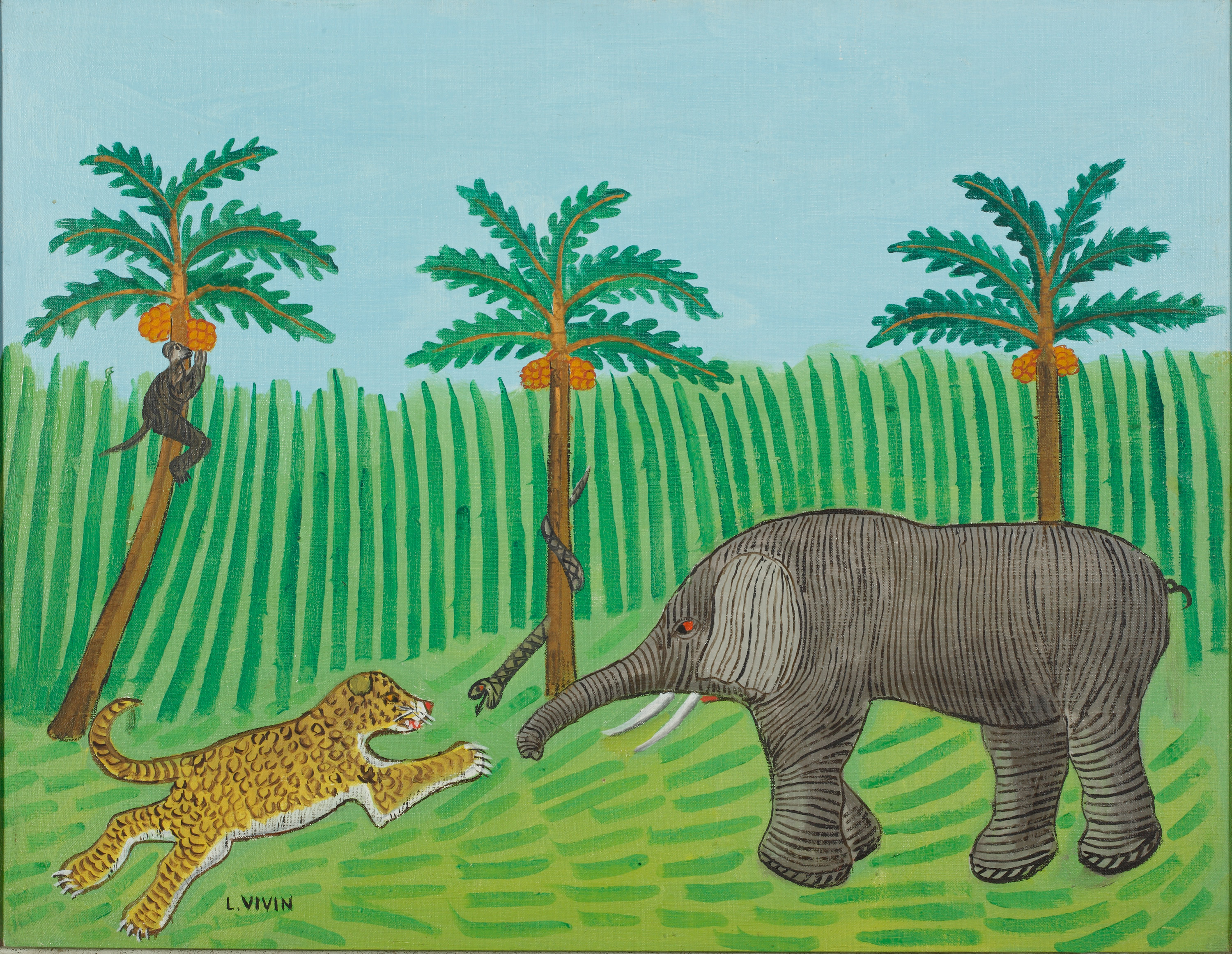
Džungle
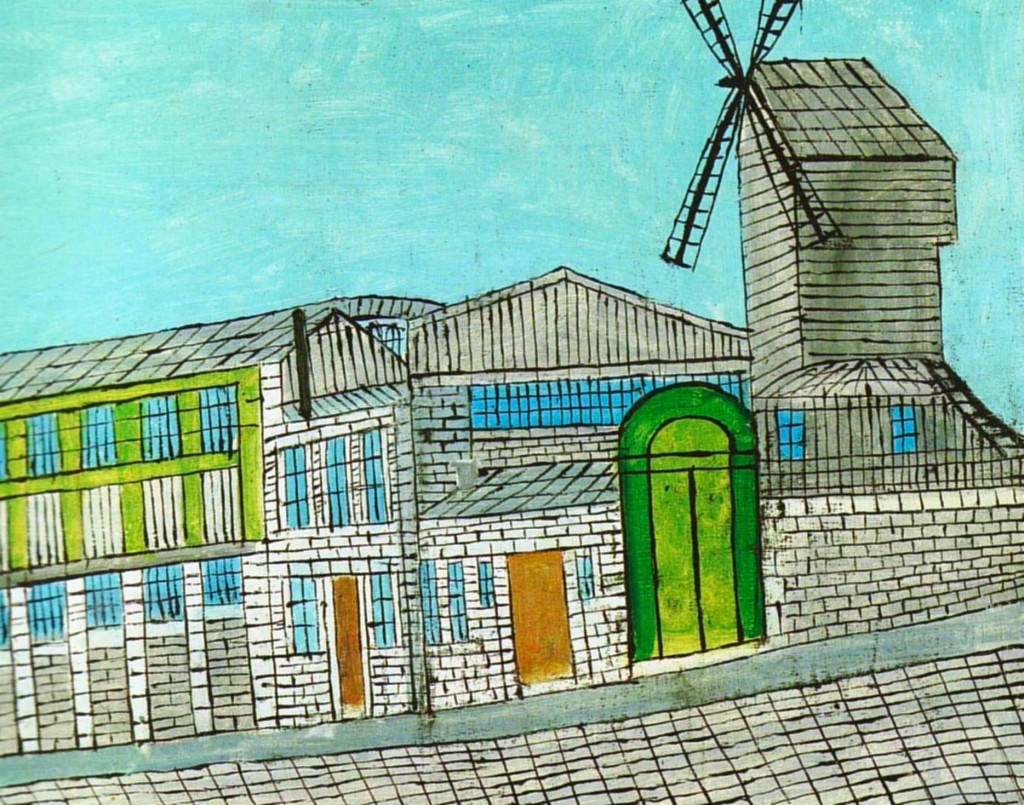
Moulin de la Galette
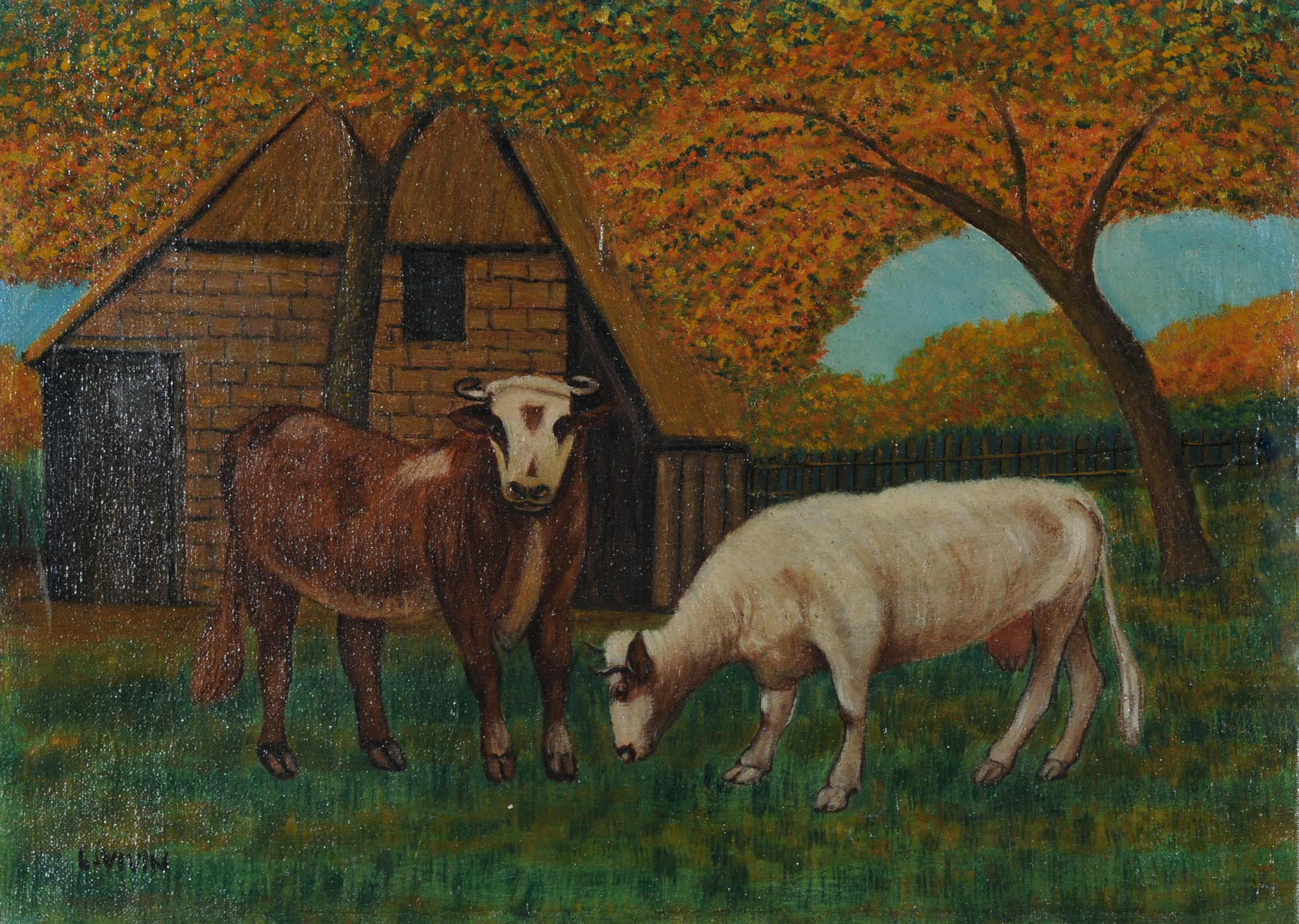
Krávy